# Escut de Bolbait
L'escut de Bolbait és un símbol representatiu oficial de Bolbait, municipi del País Valencià, a la comarca de la Canal de Navarrés. Té el següent blasonament:
| « | Escut d'or, tres fumalls de sinople encesos. Per timbre corona de marqués. | » |

## Història

Escut de Bolbait ornamentat amb rams d'olivera i taronger.

L'escut fou aprovat per Decret núm. 2.730/1964, de 27 de juliol del Ministeri de la Governació, publicat al BOE núm. 218, de 10 de setembre de 1964.
Es tracta de l'escut tradicional del poble, amb les armes dels marquesos de Pardo de la Casta, antigament barons de Bolbait. Actualment l'Ajuntament el representa adornat amb uns rams d'olivera i taronger.